# Hangar 13
Hangar 13 est un développeur américain de jeux vidéo basé à Novato, en Californie, dans le secteur de l'ancienne base aérienne de Hamilton. Fondé par Haden Blackman le 4 décembre 2014 en tant que division de 2K Games (un label d'édition de Take-Two Interactive), le premier jeu de la société était Mafia III, sorti en octobre 2016.

## Histoire du studio
Le 4 décembre 2014, 2K Games a annoncé la création d'un nouveau studio de jeux, Hangar 13, dirigé par le vétéran du secteur, Haden Blackman, ancien directeur de la création de LucasArts. Blackman a déclaré à GamesBeat que le studio développe un jeu pour PC, PlayStation 4 et Xbox One.
Mafia III, le premier titre du studio, a été annoncé par 2K Games le 28 juillet 2015 et dévoilé officiellement à la Gamescom 2015, le 5 août 2015, avec une bande-annonce cinématique. 2K Czech a joué un rôle de soutien dans le développement du jeu. Mafia III a été publiée le 7 octobre 2016 pour PC, PlayStation 4 et Xbox One.
En 2017, 2K Czech, développeur original de la série Mafia et développeur de support pour Mafia III, a fusionné avec Hangar 13. Deux studios, situés à Brno et à Prague, ont alors été ajoutés à Hangar 13.
Le 15 février 2018, 2K Games a annoncé que Hangar 13 avait été frappé par des licenciements massifs, sans toutefois révéler de chiffres concrets. À l’époque, Hangar 13 était en train de réfléchir à des idées de son prochain jeu. Une idée potentielle incluait un système de « lutte contre la musique » dans lequel vos mouvements créeraient des chansons. Le projet semble être annulé.
Le 16 mai 2018, 2K Games a ouvert un nouveau studio pour Hangar 13 basée à Brighton, en Angleterre. Le studio de Brighton est dirigé par Nick Baynes.
Le 11 juillet 2018, Hangar 13 a confirmé que le studio travaillait sur une nouvelle propriété intellectuelle.
Le 28 mars 2019, Gearbox Software a annoncé qu’il s’était associé à Hangar 13 pour publier une mise à jour gratuite pour Borderlands: The Handsome Collection, qui ajoute des graphismes 4K aux versions remastérisées de Borderlands 2 et Borderlands: The Pre-Sequel.

## Jeux développés
| Années | Titre                                                                                                   | Plateforme | Plateforme | Plateforme | Plateforme |     |       |
| Années | Titre                                                                                                   | Mac        | PS4        | PC         | XONE       | PS5 | XSX/S |
| ------ | --- | ---------- | ---------- | ---------- | ---------- | --- | ----- |
| 2016   | Mafia III                                                                                               | Oui        | Oui        | Oui        | Oui        | Non | Non   |
| 2019   | Borderlands: The Handsome Collection - Ultra HD                                                         | Non        | Oui        | Oui        | Oui        | Non | Non   |
| 2020   | Mafia: Definitive Edition                                                                               | Non        | Oui        | Oui        | Oui        | Non | Non   |
| 2020   | Mafia: Trilogy (Mafia: Definitive Edition, Mafia II: Definitive Edition, Mafia III: Definitive Edition) | Non        | Oui        | Oui        | Oui        | Non | Non   |
| 2024   | Top Spin 2K25                                                                                           | Non        | Oui        | Oui        | Oui        | Oui | Oui   |
| 2025   | Mafia: The Old Country                                                                                  | Non        | Non        | Oui        | Non        | Oui | Oui   |